# Karolina Skog
Karolina Skog é uma política sueca, do Partido Verde.
Nasceu em 1976, em Åhus, na Suécia.
Estudou Ecologia humana na Universidade de Lund, tendo adquirido um Mestrado em 2005.
Em 2001 entrou para a Juventude Verde (Grön Ungdom) do Partido Verde, tendo em 2006 ascendido a secretária política do partido na cidade de Malmö.
Foi vereadora da Comuna de Malmö em 2010-2016, tendo trabalhado nas áreas do trânsito e planeamento urbano.
Foi Ministra do Ambiente em 2016-2019, no Governo Löfven I.